# Microphone
Microphone es una película egipcia dirigida por Ahmad Abdalla en 2010.

## Sinopsis
Khaled regresa a Alejandría después de haber pasado varios años viajando. Le cuesta entender que su ciudad natal haya cambiado tanto durante su ausencia. Ya es demasiado tarde para reanudar la relación con su antiguo amor, y la relación con su viejo padre está definitivamente rota. Deambulando por la ciudad, descubre el mundo artístico underground: cantantes de hip hop, monopatinadores, grafiteros…  A pesar de sus limitados recursos, intenta apoyar este movimiento y llamar la atención hacia las diversas facetas de la ciudad.

## Premios
- Dubái 2010
- Cartago 2010
- El Cairo 2010
- Griot de viento al mejor largometraje de ficción 2011 (Festival de Cine Africano de Tarifa)